# Homo faber
Homo faber är en roman från 1957 av den schweiziske författaren Max Frisch. Handlingen följer en ingenjör vars logiska världsåskådning sätts på prov när han råkar ut för en rad osannolika sammanträffanden. Titeln är latin för "den skapande människan" och syftar på ett begrepp inom antropologin. Boken utkom på svenska 1958 i översättning av Margareta Nylander. En filmatisering med samma namn i regi av Volker Schlöndorff hade premiär 1991.

## Mottagande
I Tyskland gavs boken ut i en andra upplaga fyra dagar efter den första, varefter flera upplagor följde. År 1962 hade boken sålts i 100 000 exemplar, 1977 i 450 000 och 1982 i över en miljon exemplar.
Walter Jens kritiserade boken i Die Zeit 1958 för att vara skissartad och stå i skuggan av författarens föregående roman, Stiller. Han kallade ändå Homo faber för "förträffligt strukturerad" och hyllade Frisch för hans skicklighet i att hantera stoff och tematik.